# Paratropididae
Famille
Les Paratropididae sont une famille d'araignées mygalomorphes.

## Distribution

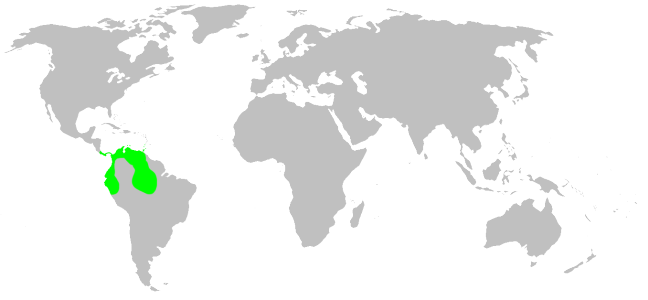
Distribution

Les espèces de cette famille se rencontrent en Amérique tropicale.

## Description
Les espèces de cette famille mesurent de 8 à 20 mm.

## Paléontologie
Cette famille n'est pas connue à l'état fossile.

## Liste des genres
Selon World Spider Catalog (version 24, 16/03/2023) :
- Anisaspis Simon, 1892
- Anisaspoides F. O. Pickard-Cambridge, 1896
- Paratropis Simon, 1889
- Stormtropis Perafán, Galvis & Pérez-Miles, 2019

## Systématique et taxinomie
Cette espèce a été décrite par Simon en 1889 comme une sous-famille des Aviculariidae.
Cette famille rassemble 19 espèces dans quatre genres. 

## Publication originale
- Simon, 1889 : « Arachnides. Voyage de M. E. Simon au Venezuela (décembre 1887-avril 1888). 4e Mémoire. » Annales de la Société Entomologique de France, sér. 6, vol. 9, p. 169-220 (texte intégral).